# Нідершененфельд
Нідершененфельд (нім. Niederschönenfeld) — громада в Німеччині, знаходиться в землі Баварія. Підпорядковується адміністративному округу Швабія. Входить до складу району Донау-Ріс. Складова частина об'єднання громад Райн.
Площа — 14,39 км2. Населення становить 1479 ос. (станом на 31 грудня 2020).